# Specie di Pelargonium
Elenco delle specie di Pelargonium:

## A
- Pelargonium abrotanifolium Jacq.
- Pelargonium acetosum (L.) L'Hér.
- Pelargonium aciculatum E.M. Marais
- Pelargonium acraeum R.A. Dyer

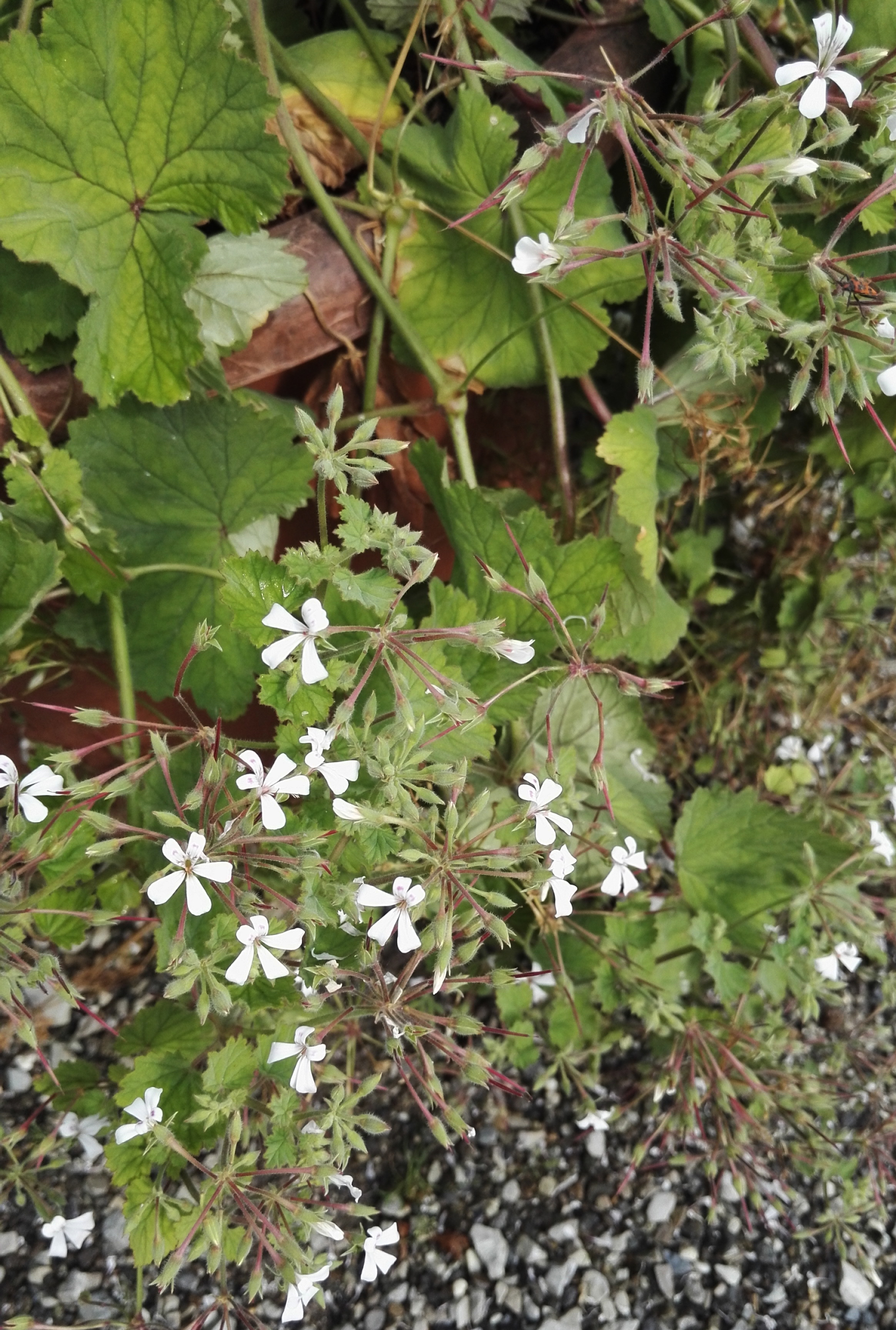
Pelargonium album.

- Pelargonium adriaanii M.Becker & F.Albers
- Pelargonium aestivale E.M. Marais

- Pelargonium albersii M.Becker

- Pelargonium album J.J.A. Van der Walt
- Pelargonium alchemilloides (L.) Aiton
- Pelargonium alpinum Eckl. & Zeyh.
- Pelargonium alternans J.C. Wendl.
- Pelargonium althaeoides (L.) L'Hér.

- Pelargonium anauris M.Becker & F.Albers

- Pelargonium anethifolium Harv.
- Pelargonium angustifolium DC.
- Pelargonium antidysentericum (Eckl. & Zeyh.) Kostel.
- Pelargonium apetalum P. Taylor
- Pelargonium appendiculatum (L. f.) Willd.

- Pelargonium aridicola E.M.Marais

- Pelargonium aridum R.A. Dyer
- Pelargonium aristatum (Sweet) G. Don
- Pelargonium artemisiifolium DC.

- Pelargonium arthriticum R.T.F.Clifton

- Pelargonium articulatum Willd.
- Pelargonium asarifolium (Sweet) D. Don
- Pelargonium attenuatum Harv.
- Pelargonium auritum (L.) Willd.
- Pelargonium australe Willd.

## B
- Pelargonium barklyi Scott-Elliot

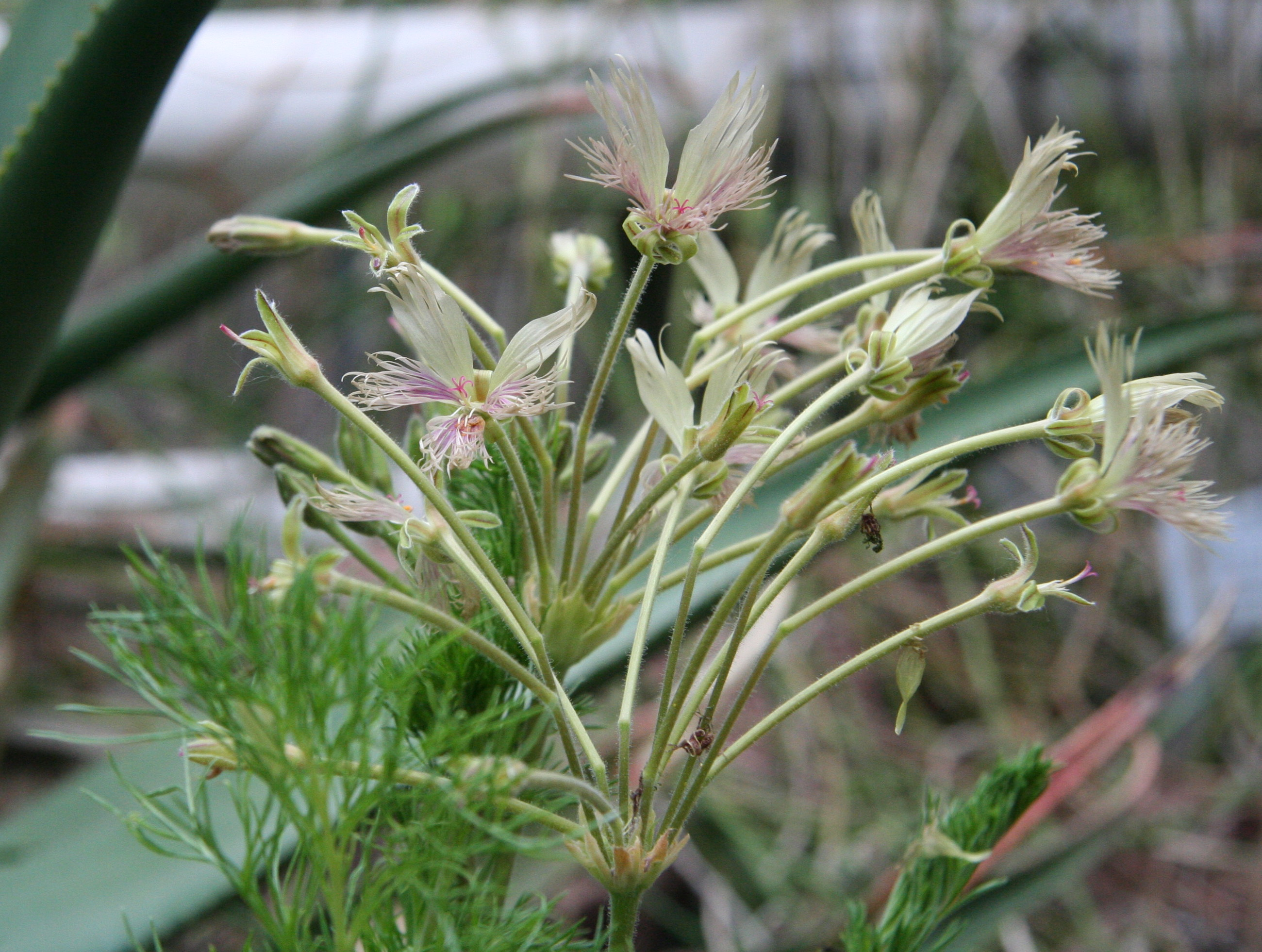
Pelargonium bowkeri.

- Pelargonium betulinum (L.) L'Hér. ex Aiton
- Pelargonium bicolor Aiton
- Pelargonium bifolium Willd.
- Pelargonium boranense Friis & Gilbert
- Pelargonium bowkeri Harv.
- Pelargonium brevipetalum N.E. Br.
- Pelargonium brevirostre E. Mey. ex Knuth
- Pelargonium bubonifolium Pers.

- Pelargonium burgerianum J.J.A.van der Walt

- Pelargonium burtoniae L. Bolus

## C
- Pelargonium caespitosum Turcz.

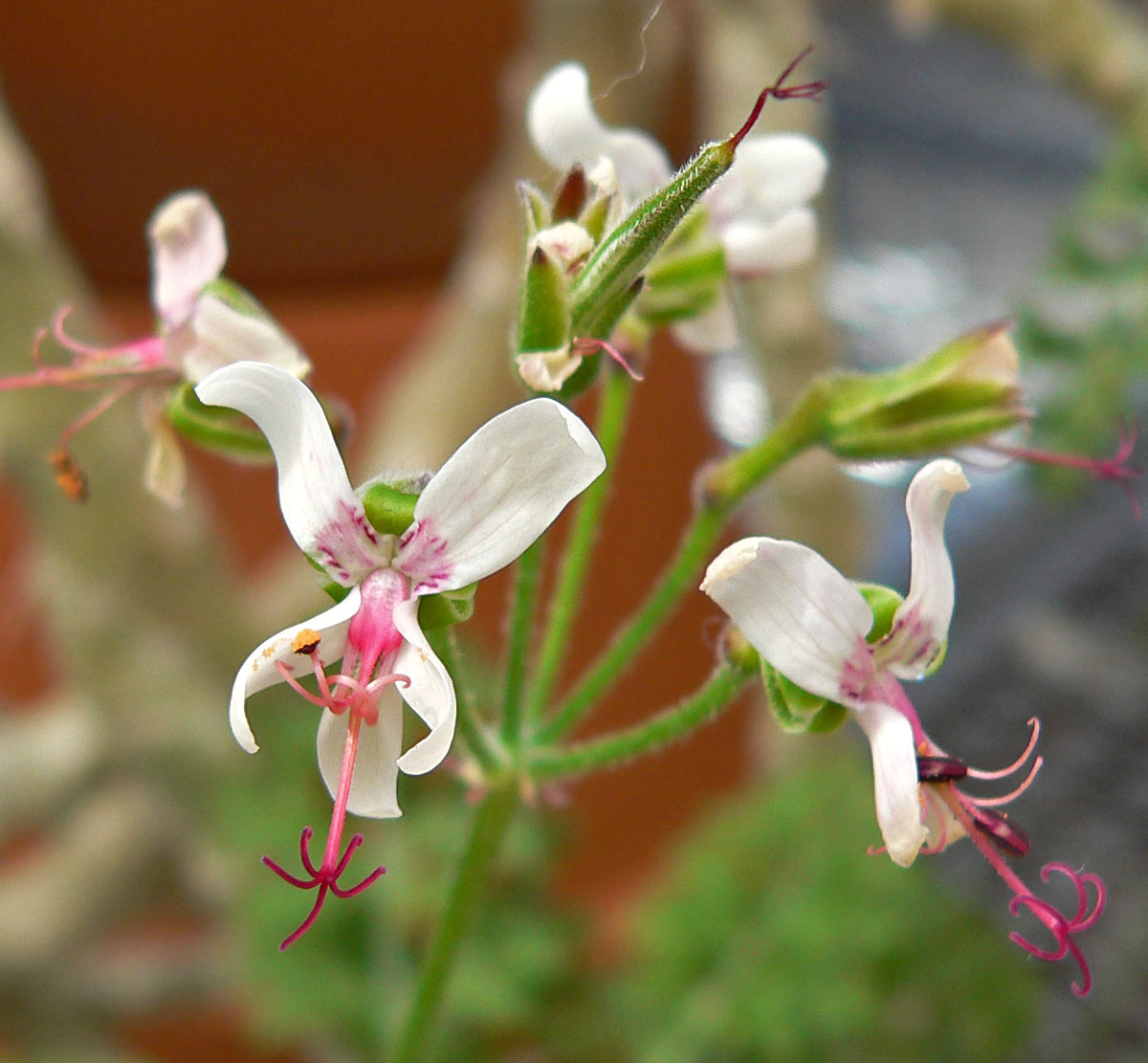
Pelargonium carnosum.

- Pelargonium caffrum (Eckl. & Zeyh.) Steud.
- Pelargonium caledonicum L. Bolus
- Pelargonium calviniae Knuth.
- Pelargonium campestre Harv.
- Pelargonium candicans Spreng.
- Pelargonium capillare Willd.
- Pelargonium capitatum (L.) L'Hér.
- Pelargonium capituliforme R. Knuth
- Pelargonium carneum Jacq.
- Pelargonium carnosum (L.) L'Hér.
- Pelargonium caroli-henrici B. Nord.
- Pelargonium caucalifolium Jacq.
- Pelargonium caylae Humbert
- Pelargonium ceratophyllum L'Hér.
- Pelargonium chelidonium DC.

- Pelargonium christophoranum Verdc.

- Pelargonium citronellum J.J.A. Van der Walt
- Pelargonium columbinum Jacq.
- Pelargonium confertum E.M. Marais

- Pelargonium connivens E.M.Marais
- Pelargonium conradieae J.C.Manning & A.le Roux

- Pelargonium cordifolium Curtis
- Pelargonium coronopifolium Jacq.
- Pelargonium cortusifolium L'Hér.
- Pelargonium cotyledonis (L.) L'Hér.
- Pelargonium crassicaule L'Hér.
- Pelargonium crassipes Harv.
- Pelargonium crispum (P.J. Bergius) L'Hér.
- Pelargonium crithmifolium Sm.
- Pelargonium cucullatum (L.) L'Hér.
- Pelargonium curviandrum E.M. Marais

## D

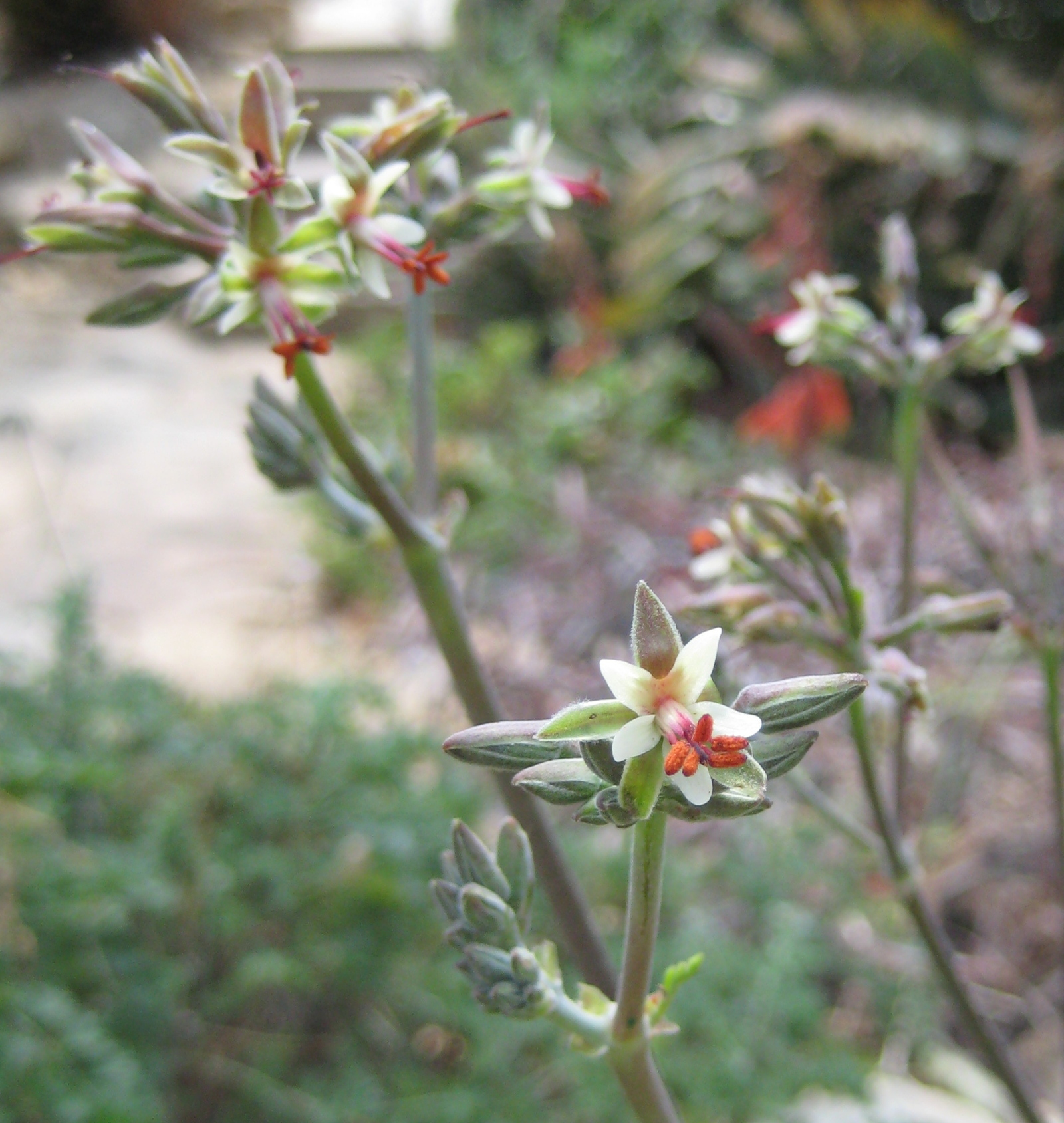
Pelargonium dasyphyllum.

- Pelargonium dasyphyllum E. Mey. ex Knuth
- Pelargonium denticulatum Jacq.
- Pelargonium desertorum Vorster
- Pelargonium dichondrifolium DC.
- Pelargonium dipetalum L'Hér.
- Pelargonium dispar N.E. Br.
- Pelargonium dolomiticum R. Knuth

- Pelargonium drummondii Turcz.

## E
- Pelargonium echinatum Curtis

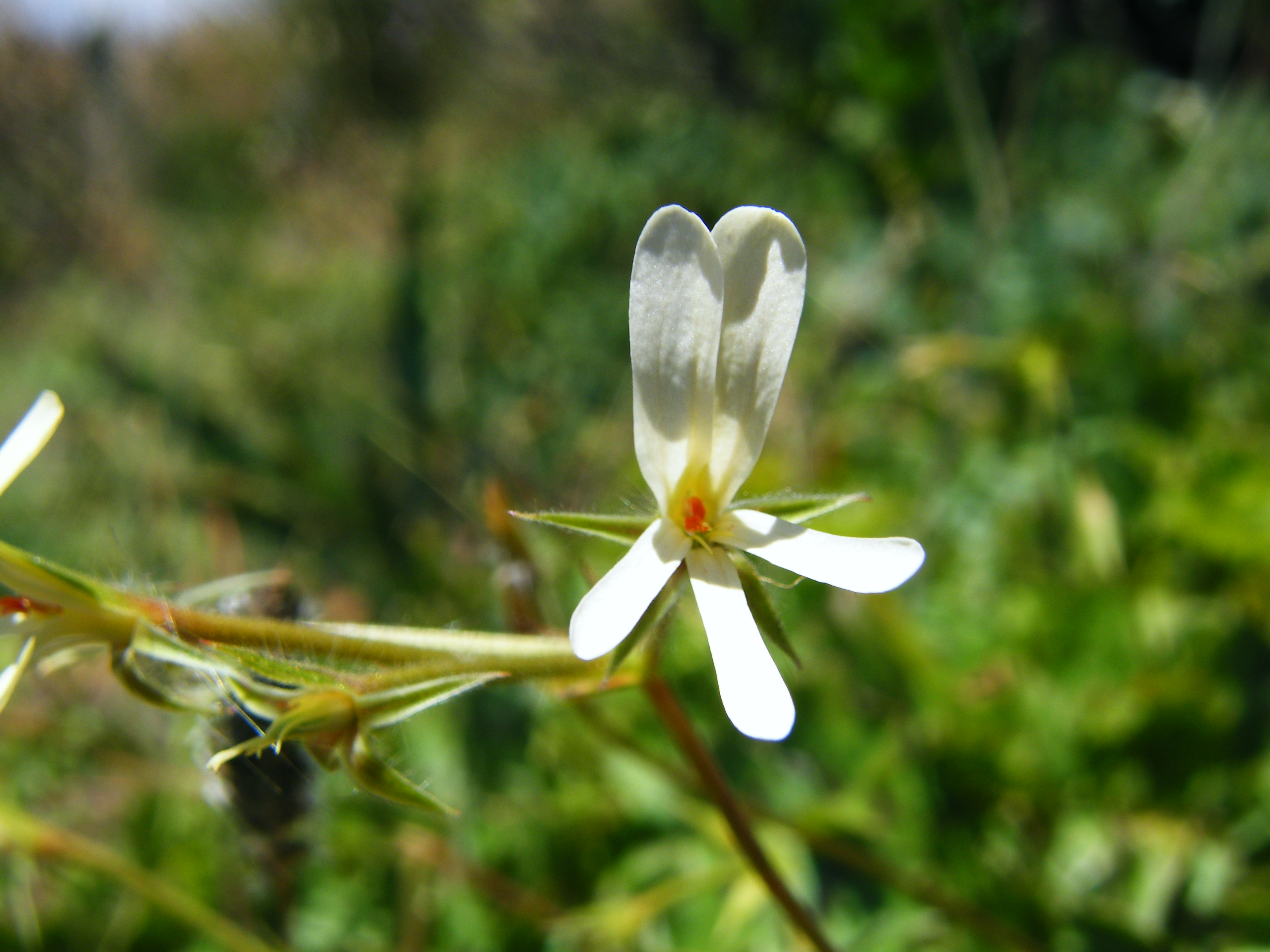
Pelargonium elongatum.

- Pelargonium elandsmontanum E.M.Marais ex J.C.Manning & Goldblatt

- Pelargonium elegans Willd.
- Pelargonium ellaphieae E.M. Marais
- Pelargonium elongatum Salisb.
- Pelargonium endlicherianum Fenzl
- Pelargonium englerianum R. Knuth
- Pelargonium erlangerianum Kunth

- Pelargonium eupatoriifolium (Eckl. & Zeyh.) F.Dietr.

- Pelargonium exhibens Vorster
- Pelargonium exstipulatum L'Hér.

## F

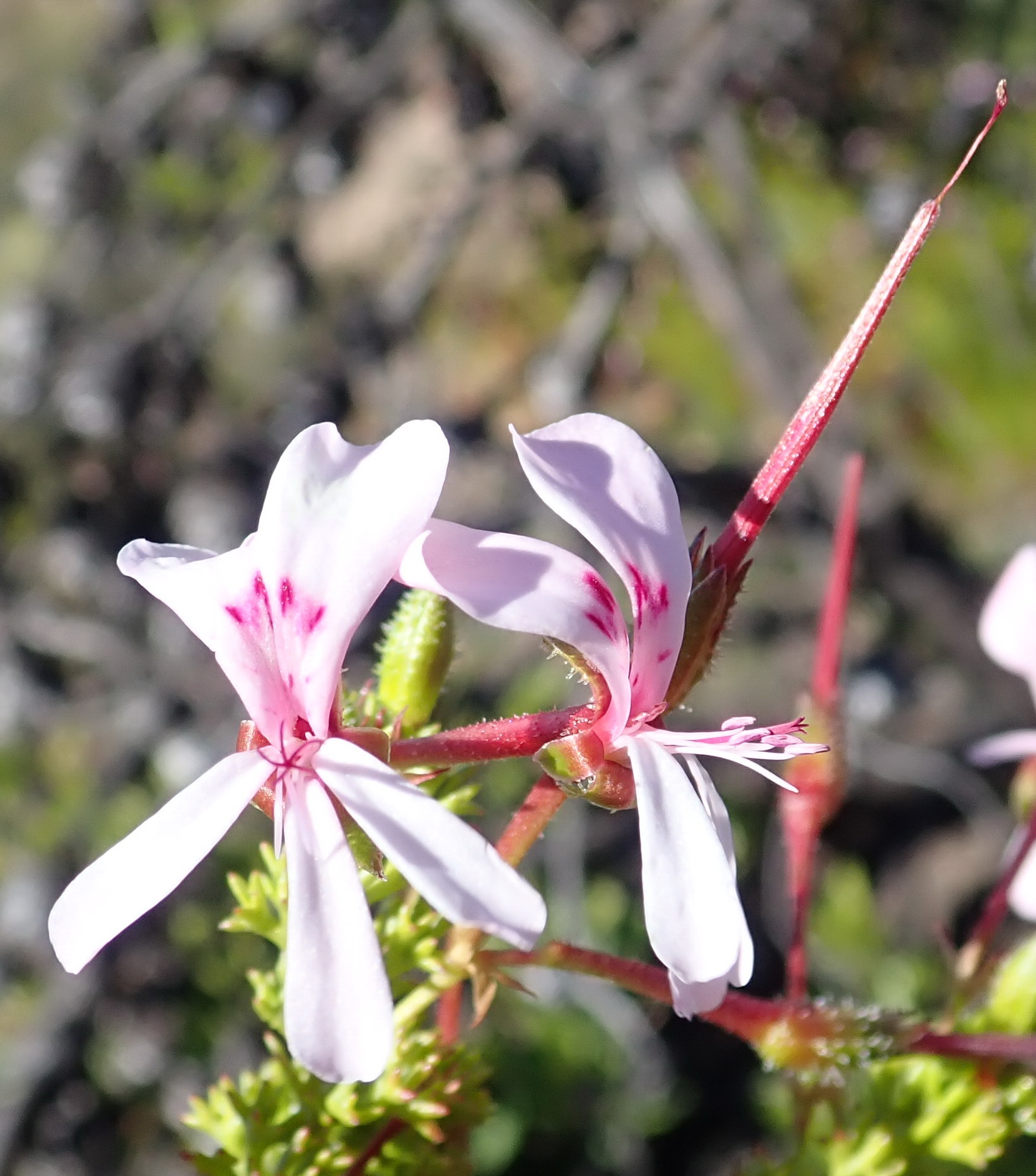
Pelargonium fruticosum.

- Pelargonium fasciculaceum E.M. Marais
- Pelargonium fergusoniae L. Bolus
- Pelargonium fissifolium Pers.

- Pelargonium flabelliforme E.M.Marais
- Pelargonium flavidum E.M.Marais
- Pelargonium flavipetalum E.M.Marais

- Pelargonium frutetorum R.A. Dyer
- Pelargonium fruticosum Willd.
- Pelargonium fulgidum L'Hér.
- Pelargonium fumariifolium R. Knuth

## G

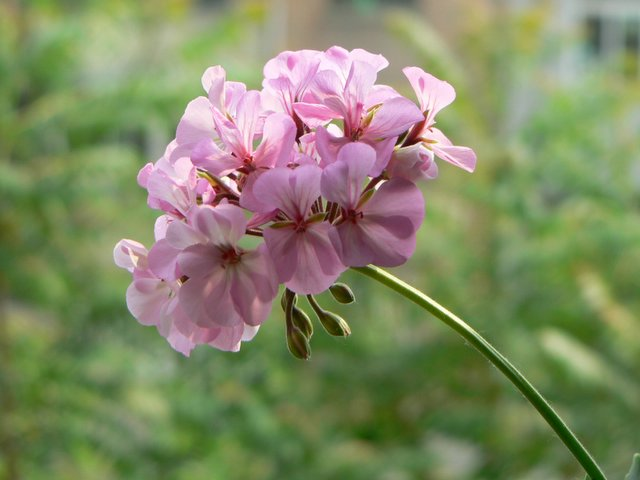
Pelargonium graveolens.

- Pelargonium gibbosum (L.) L'Hér. ex Aiton
- Pelargonium gilgianum Schltr. ex Knuth

- Pelargonium githagineum E.M.Marais
- Pelargonium glabriphyllum E.M.Marais

- Pelargonium glechomoides A. Rich.
- Pelargonium glutinosum (Jacq.) L'Hér.

- Pelargonium gracile (Eckl. & Zeyh.) Steud.

- Pelargonium gracilipes R. Knuth
- Pelargonium gracillimum Fourc.
- Pelargonium grandicalcaratum R. Knuth
- Pelargonium grandiflorum Willd.
- Pelargonium graveolens L'Hér.
- Pelargonium grenvilleae Harv.
- Pelargonium greytonense J.J.A. Van der Walt
- Pelargonium griseum R. Knuth
- Pelargonium grossularioides (L.) L'Hér.

## H
- Pelargonium hantamianum R. Knuth

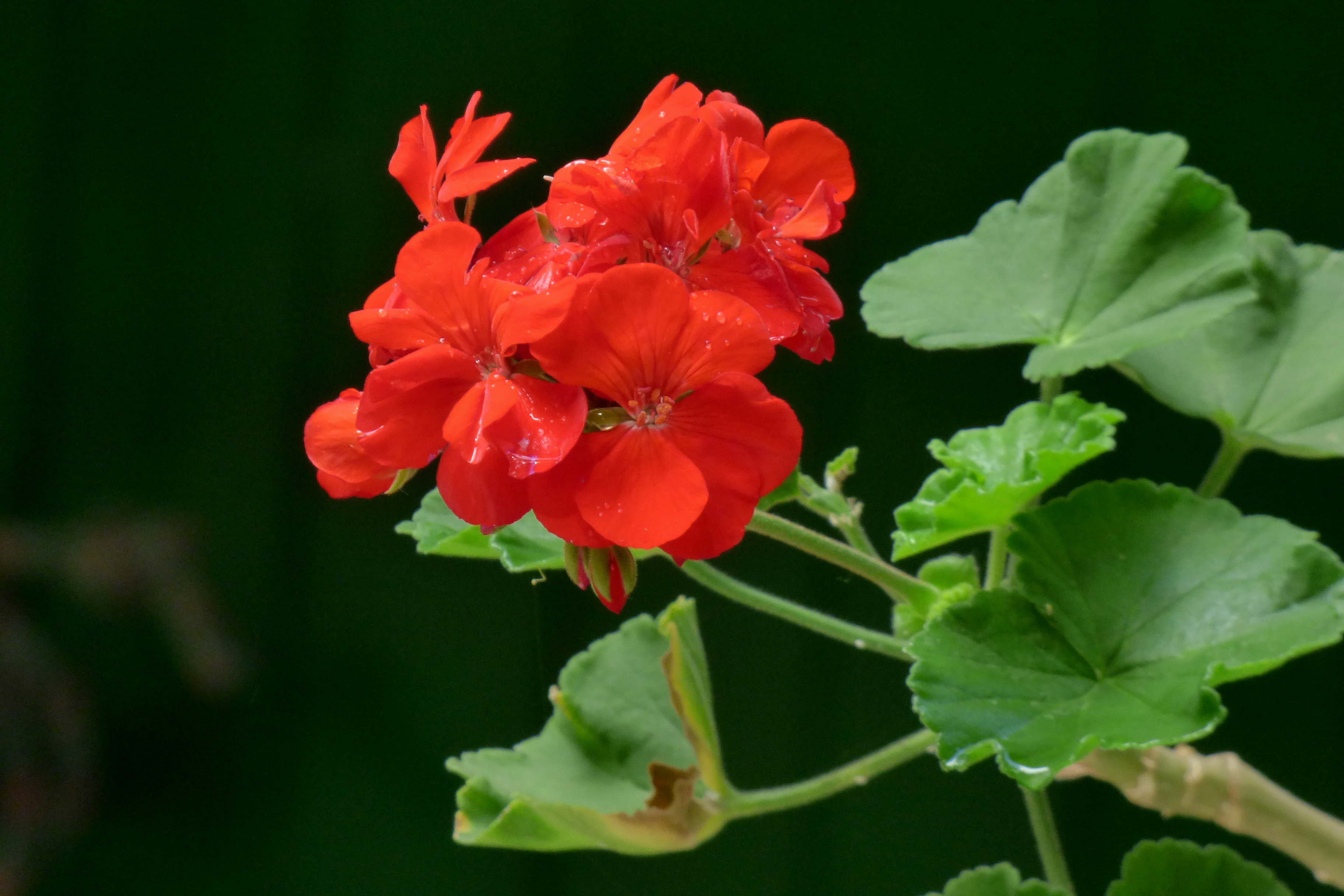
Pelargonium × hortorum.

- Pelargonium hararense Engl. ex R.Knuth
- Pelargonium havlasae Domin
- Pelargonium helmsii Carolin

- Pelargonium hemicyclicum Hutch. & C. A. Sm.
- Pelargonium hermanniifolium Jacq.
- Pelargonium hermansdorpense R.Knuth
- Pelargonium heterophyllum Jacq.

- Pelargonium hirtipetalum E.M.Marais

- Pelargonium hirtum Jacq.
- Pelargonium hispidum Willd.
- Pelargonium hypoleucum Turcz.
- Pelargonium hystrix Harv.

## I
- Pelargonium incarnatum (L.) Moench
- Pelargonium incrassatum Sims
- Pelargonium inodorum Willd.
- Pelargonium inquinans (L.) L'Hér.

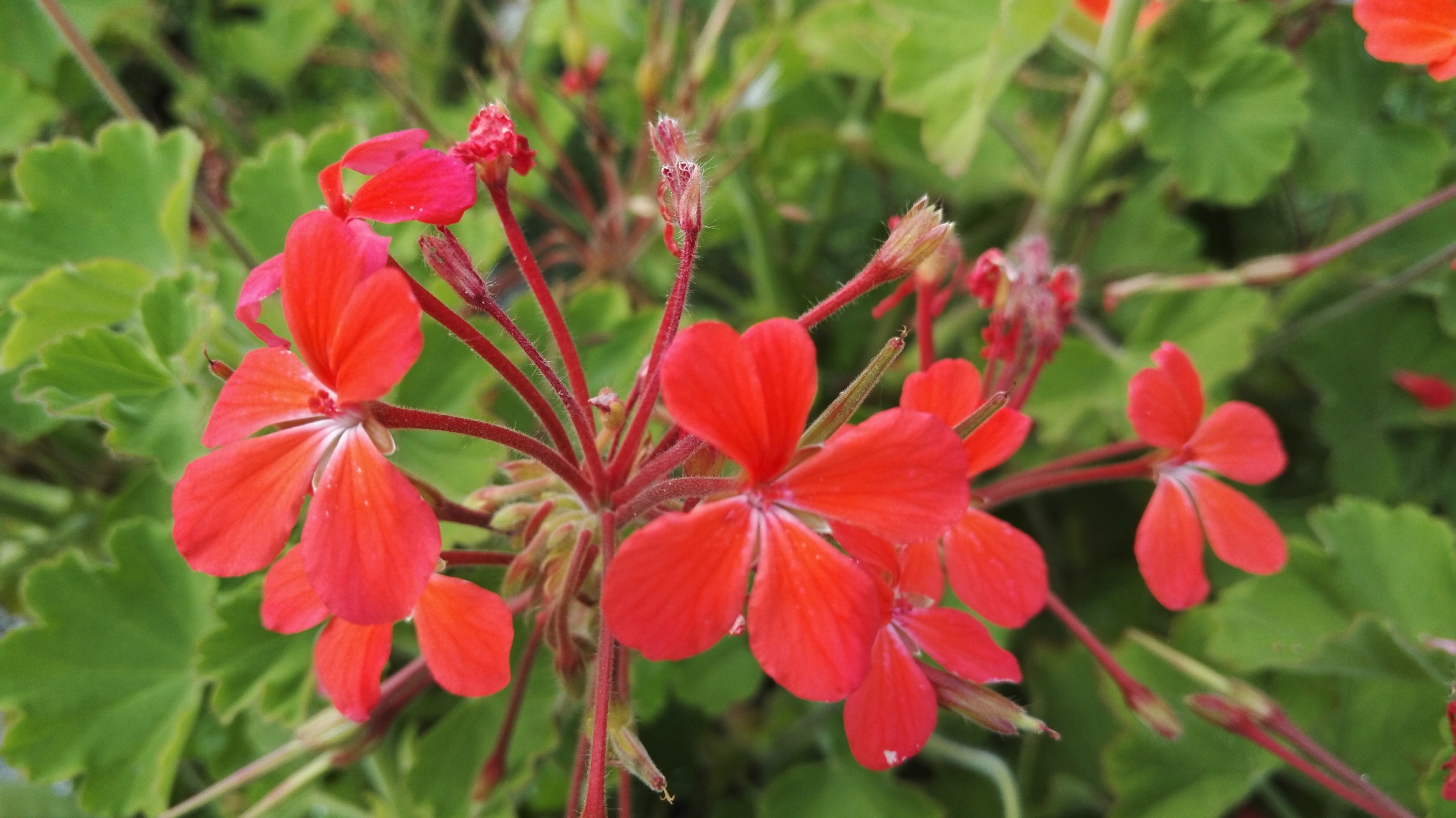
Pelargonium inquinans.

- Pelargonium insularis Gibby & A.G.Mill.

- Pelargonium ionidiflorum Steud.

## K
- Pelargonium karooicum Compton & Barnes

- Pelargonium keeromsbergense M.Becker & F.Albers

- Pelargonium klinghardtense R. Knuth

## L

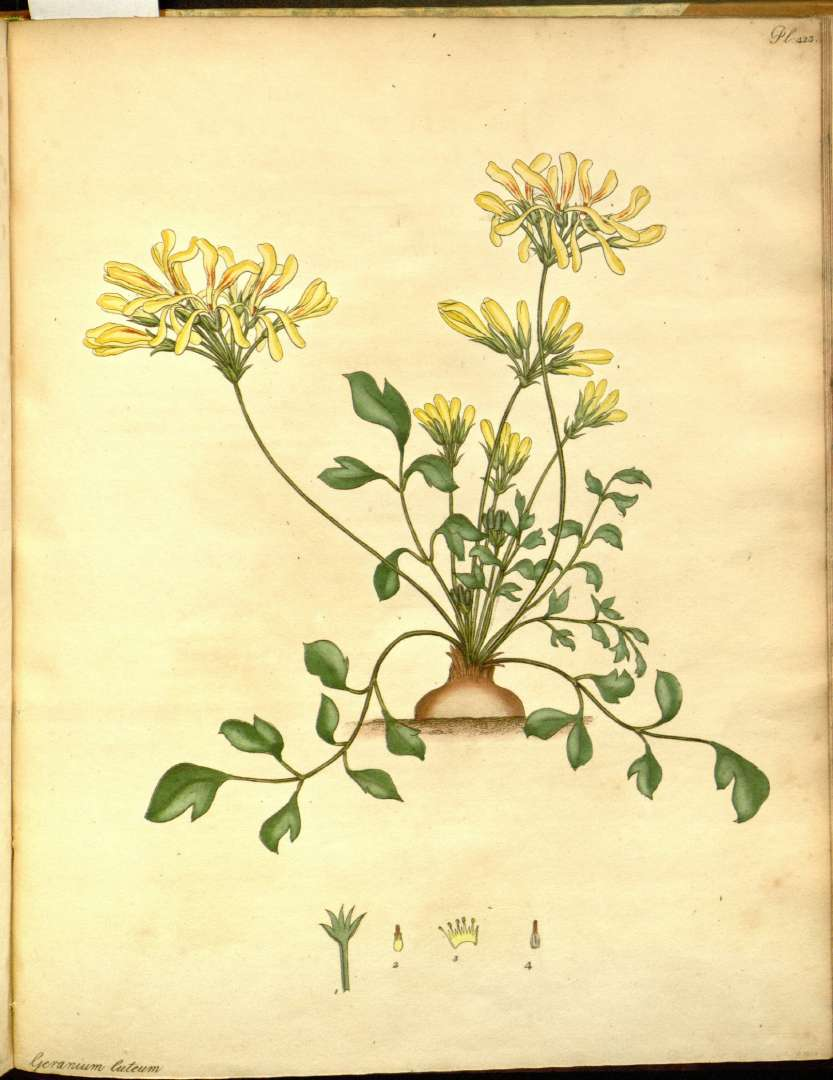
Pelargonium luteum.

- Pelargonium ladysmithianum R. Knuth
- Pelargonium laevigatum Willd.
- Pelargonium lanceolatum J. Kern

- Pelargonium laxum (Sweet) G.Don

- Pelargonium leipoldtii R. Knuth
- Pelargonium leptum L. Bolus

- Pelargonium littorale Hügel

- Pelargonium lobatum (Burm. f.) L'Hér.
- Pelargonium longicaule Jacq.
- Pelargonium longiflorum Hedw.
- Pelargonium longifolium Jacq.
- Pelargonium luridum (Andrews) Sweet
- Pelargonium luteolum N.E. Br.
- Pelargonium luteopetalum E.M.Marais
- Pelargonium luteum G. Don

## M
- Pelargonium madagascariense Baker

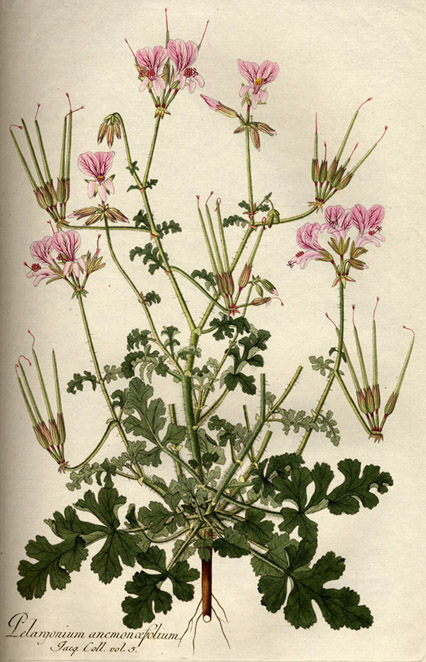
Pelargonium myrrhifolium.

- Pelargonium magenteum J.J.A. Van der Walt
- Pelargonium malacoides R. Knuth

- Pelargonium minimum (Cav.) Willd.
- Pelargonium mollicomum Fourc.

- Pelargonium moniliforme Harv.

- Pelargonium montaguense E.M.Marais

- Pelargonium mossambicense Engl.
- Pelargonium multibracteatum Hochst. ex A. Rich.
- Pelargonium multicaule Jacq.
- Pelargonium multiradiatum J.C. Wendl.

- Pelargonium mutans Vorster

- Pelargonium myrrhifolium (L.) L'Hér.

## N
- Pelargonium nanum L'Hér.
- Pelargonium naviculifolium E.M.Marais

- Pelargonium nelsonii Burtt Davy
- Pelargonium nephrophyllum E.M. Marais
- Pelargonium nervifolium Jacq.

- Pelargonium nummulifolium Salisb.

## O

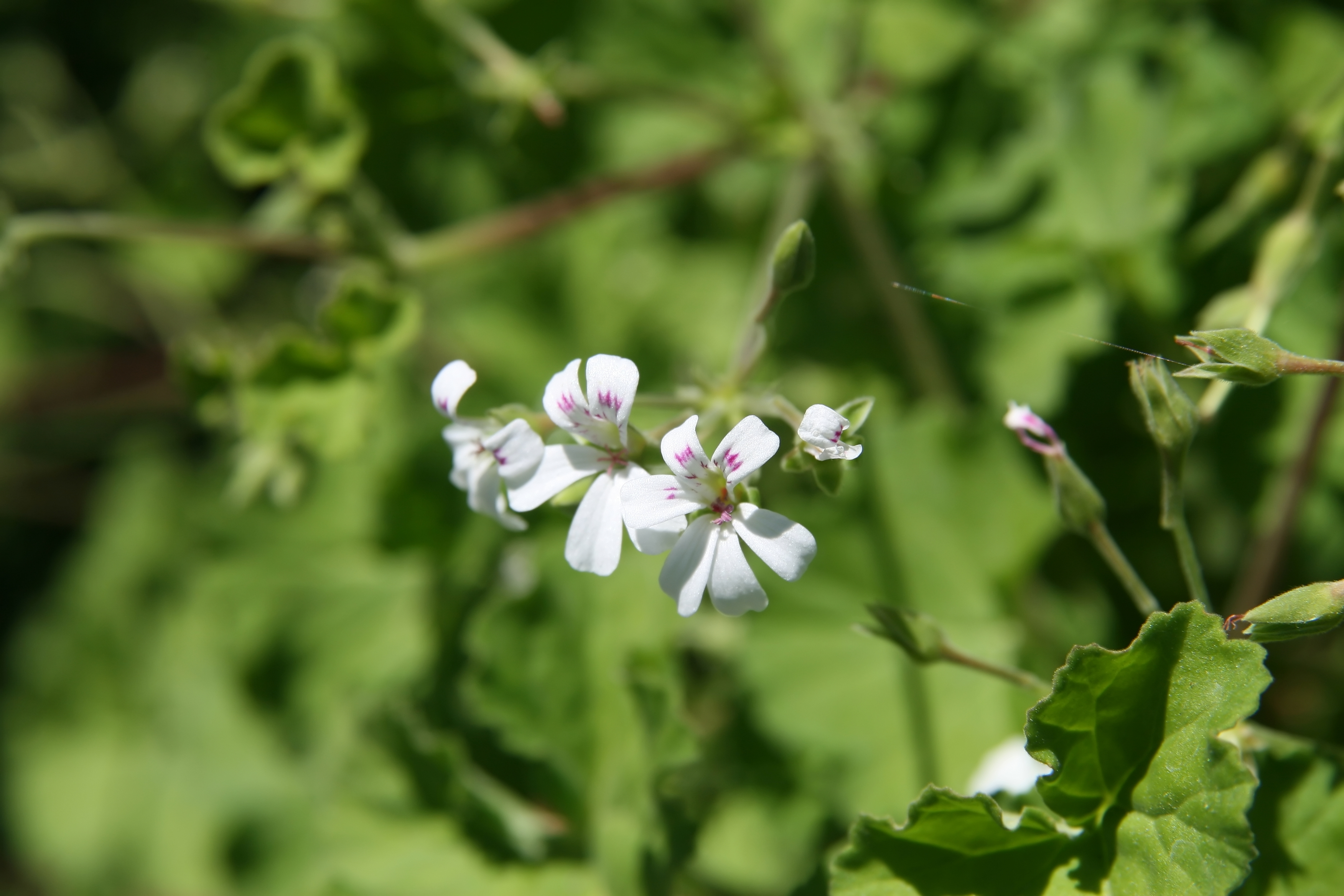
Pelargonium odoratissimum.

- Pelargonium oblongatum E. Mey. ex Harv.

- Pelargonium obnatum R.T.F.Clifton
- Pelargonium obturbum P.Rees & R.T.F.Clifton
- Pelargonium occultum Liekkio & R.T.F.Clifton
- Pelargonium ocellatum J.J.A.van der Walt

- Pelargonium ochloleucum Harv.
- Pelargonium odoratissimum (L.) L'Hér.
- Pelargonium oenothera Jacq.

- Pelargonium omissum P.Rees & R.T.F.Clifton

- Pelargonium oppositifolium Schltr.
- Pelargonium oreophilum Schltr.
- Pelargonium otaviense R. Knuth
- Pelargonium ovale L'Hér.
- Pelargonium oxaloides Willd.

## P
- Pelargonium pachypodium J.P.Roux

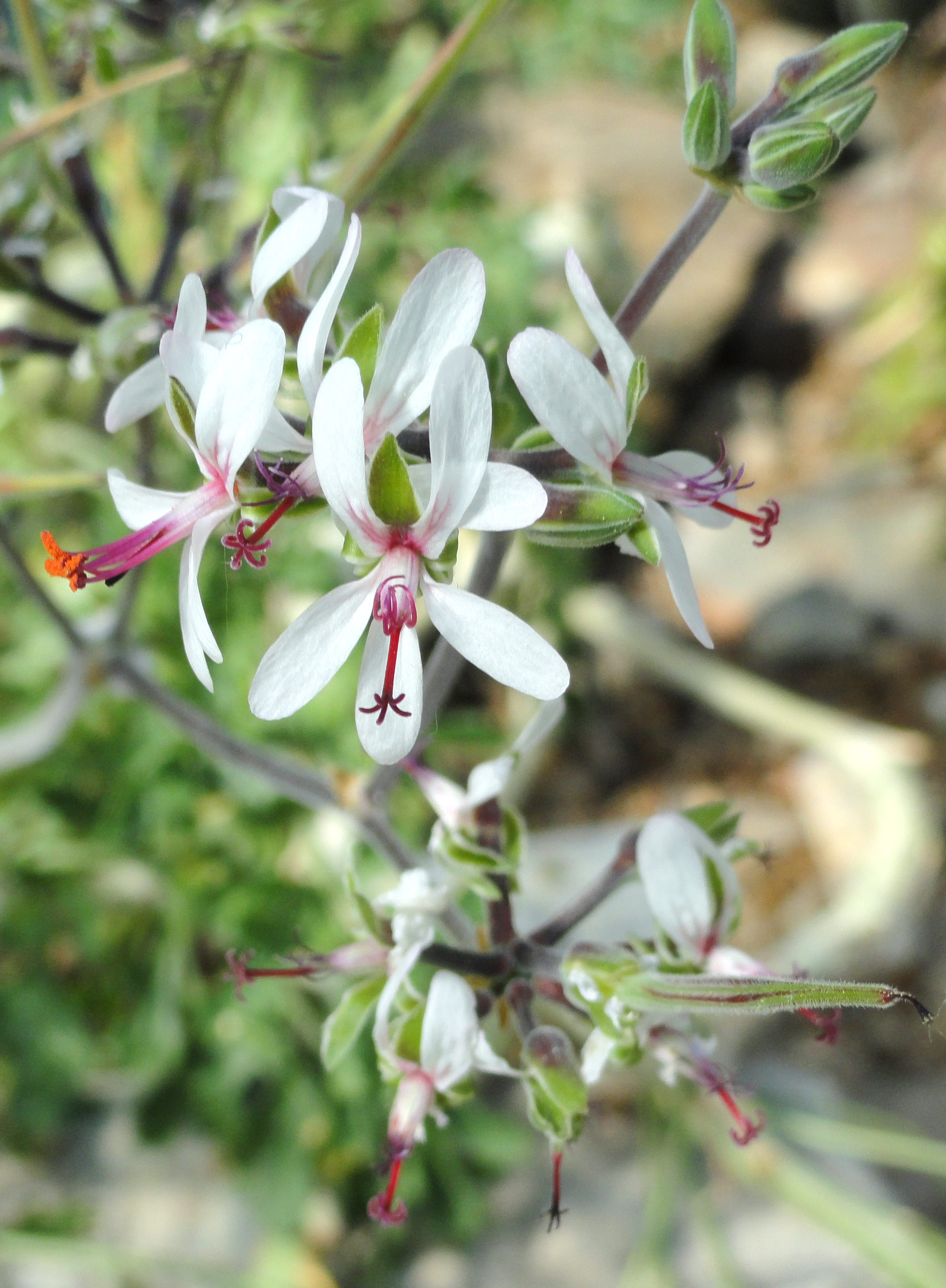
Pelargonium polycephalum.

- Pelargonium pallidoflavum E.M.Marais

- Pelargonium panduriforme Eckl. & Zeyh.
- Pelargonium paniculatum Jacq.
- Pelargonium papilionaceum (L.) L'Hér. ex Aiton
- Pelargonium parvipetalum E.M. Marais
- Pelargonium patulum Jacq.
- Pelargonium peltatum (L.) L'Hér.
- Pelargonium petroselinifolium G. Don
- Pelargonium pillansii Salter

- Pelargonium pilosellifolium (Eckl. & Zeyh.) F.Dietr.

- Pelargonium pinnatum (L.) L'Hér.
- Pelargonium plurisectum Salter
- Pelargonium polycephalum E. Mey.
- Pelargonium praemorsum F. Dietr.
- Pelargonium proliferum Steud.
- Pelargonium psammophilum E.M.Marais
- Pelargonium pseudoglutinosum R. Knuth

- Pelargonium pubipetalum E.M.Marais

- Pelargonium pulchellum Sims
- Pelargonium pulverulentum Colv. ex Sweet
- Pelargonium punctatum Willd.

## Q

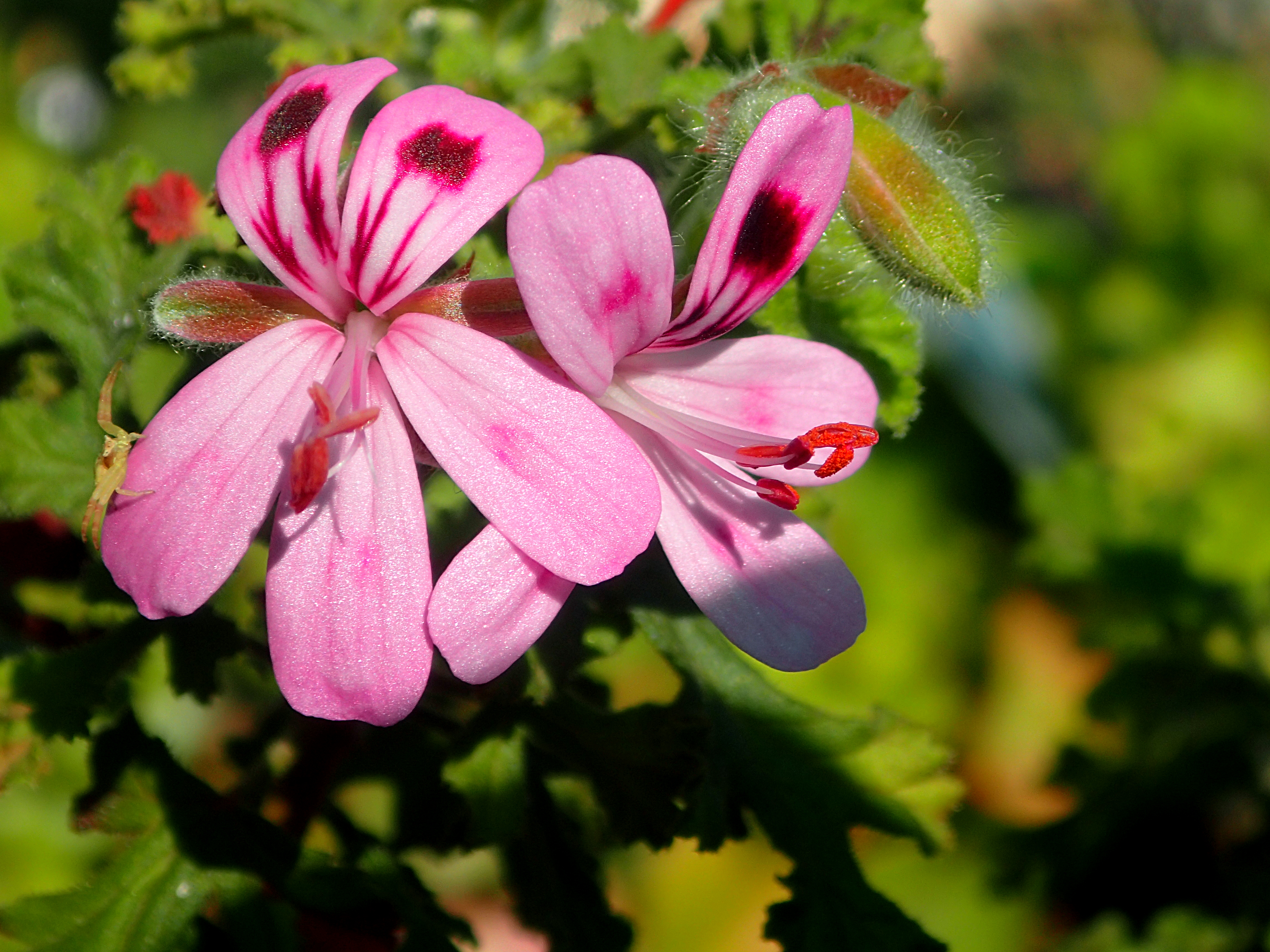
Pelargonium quercifolium.

- Pelargonium quarciticola Meve & E.M.Marais
- Pelargonium quercetorum Agnew

- Pelargonium quercifolium (L. f.) L'Hér.
- Pelargonium quinquelobatum Hochst. ex Rich.

## R
- Pelargonium radens H.E. Moore
- Pelargonium radiatum Pers.
- Pelargonium radicatum Vent.
- Pelargonium radulifolium Harv.
- Pelargonium ramosissimum Willd.
- Pelargonium ranunculophyllum Baker
- Pelargonium rapaceum (L.) L'Hér.

- Pelargonium redactum Vorster

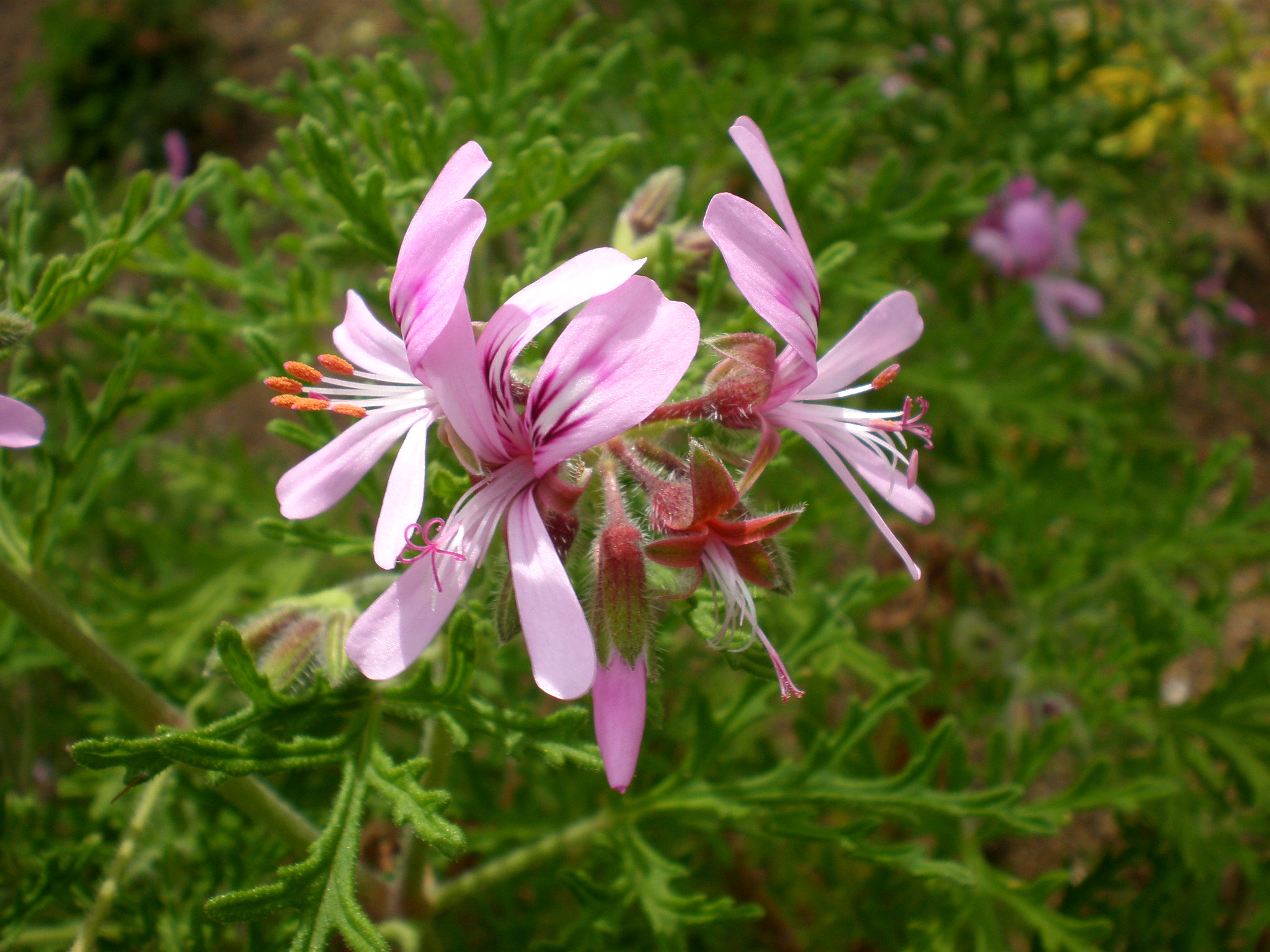
Pelargonium radens.

- Pelargonium reflexipetalum E.M.Marais

- Pelargonium reflexum Pers.
- Pelargonium reniforme Curtis

- Pelargonium reptans R.T.F.Clifton

- Pelargonium ribifolium Jacq.

- Pelargonium × riversdalense R.Knuth
- Pelargonium rodneyanum Lindl.
- Pelargonium rubiginosum E.M.Marais

## S
- Pelargonium sabulosum E.M.Marais
- Pelargonium salmoneum R.A.Dyer

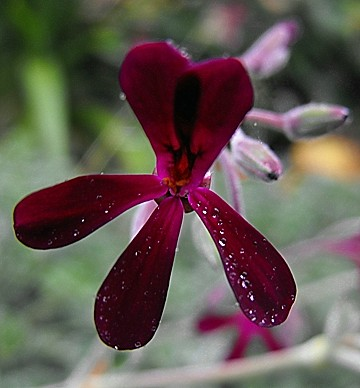
Pelargonium sidoides.

- Pelargonium saxatile J.C.Manning & Goldblatt

- Pelargonium scabroide R. Knuth
- Pelargonium scabrum (L.) L'Hér.
- Pelargonium schizopetalum Sweet
- Pelargonium semitrilobum Jacq.
- Pelargonium senecioides L'Hér.
- Pelargonium sericifolium J.J.A. Van der Walt

- Pelargonium sessiliflorum Hellbr. ex M.M.le Roux
- Pelargonium setosum (Sweet) DC.

- Pelargonium setulosum Turcz.
- Pelargonium sibthorpiifolium Harv.
- Pelargonium sidoides DC.

- Pelargonium somalense Franch.

- Pelargonium spinosum Willd.
- Pelargonium stipulaceum Willd.
- Pelargonium sublignosum R. Knuth
- Pelargonium suburbanum Clifford ex Boucher

## T
- Pelargonium tabulare L'Hér.
- Pelargonium tenellum G. Don
- Pelargonium tenuicaule R. Knuth
- Pelargonium ternatum Jacq.
- Pelargonium ternifolium Vorster
- Pelargonium tetragonum L'Hér.

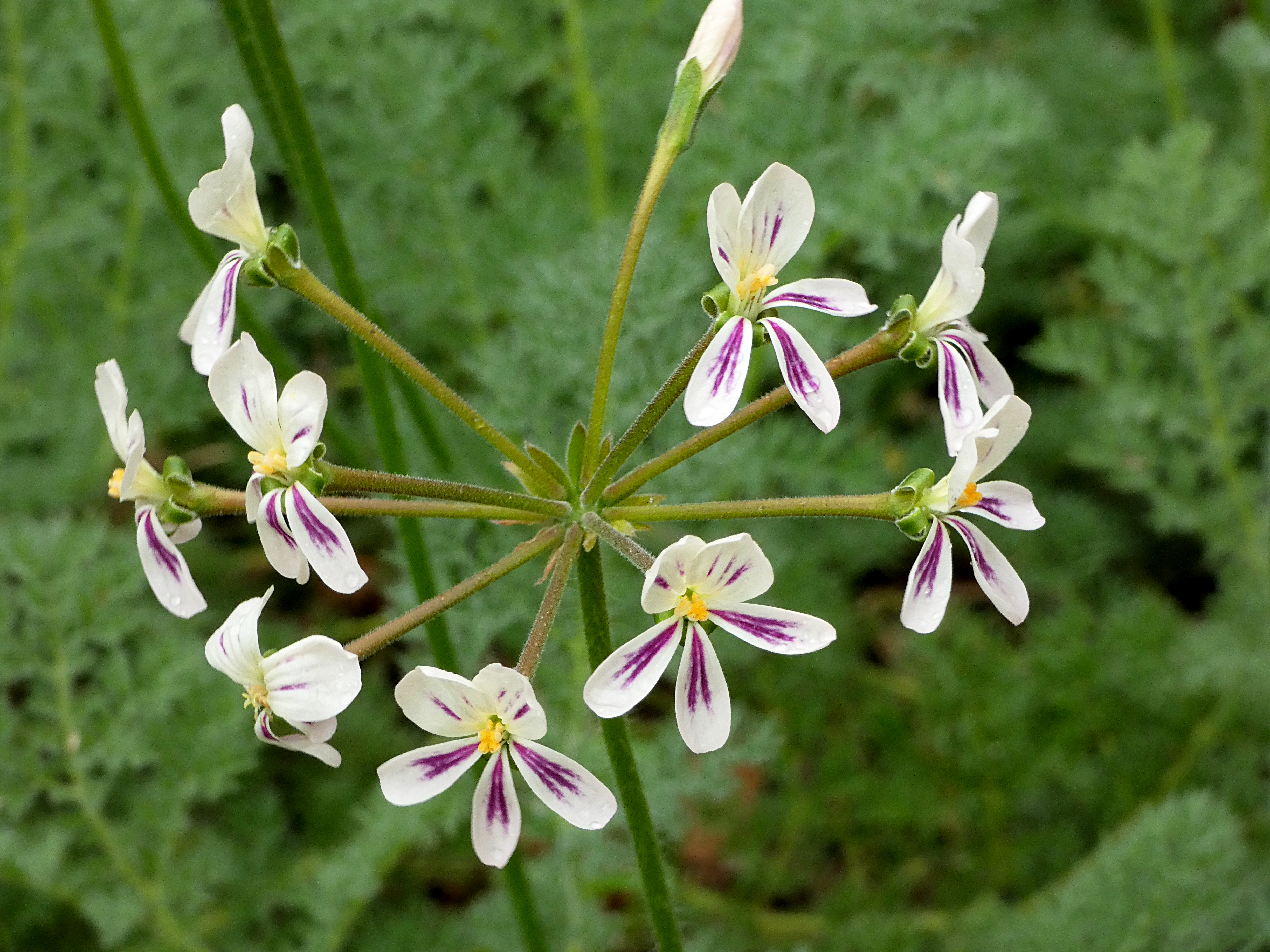
Pelargonium triste.

- Pelargonium theianthum (Eckl. & Zeyh.) Steud.

- Pelargonium tomentosum Jacq.
- Pelargonium tongaense Vorster
- Pelargonium torulosum E.M. Marais

- Pelargonium tragacanthoides Burch.

- Pelargonium transvaalense R. Knuth
- Pelargonium triandrum E.M. Marais
- Pelargonium tricolor Curt.
- Pelargonium trifidum Jacq.
- Pelargonium trifoliolatum E.M. Marais

- Pelargonium tripalmatum E.M.Marais

- Pelargonium triphyllum Jacq.
- Pelargonium triste (L.) L'Hér.

## U

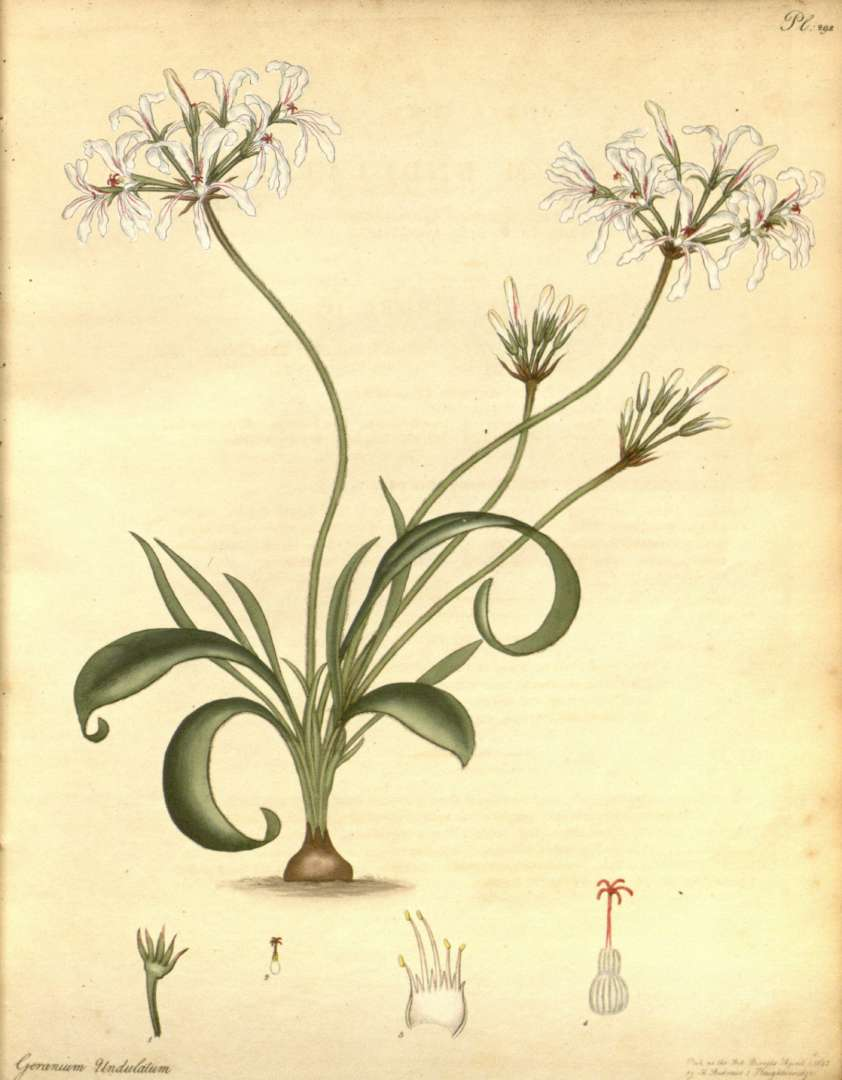
Pelargonium undulatum.

- Pelargonium uliginosum J.C.Manning & Euston-Brown

- Pelargonium undulatum Pers.

## V
- Pelargonium vanderwaltii van Jaarsv.
- Pelargonium vassarii W.Morris & R.T.F.Clifton

- Pelargonium viciifolium DC.
- Pelargonium vinaceum E.M. Marais
- Pelargonium violiflorum DC.
- Pelargonium vitifolium (L.) L'Hér.

## W
- Pelargonium weberi E.M.Marais
- Pelargonium whytei Baker
- Pelargonium wonchiense Vorster & M.G.Gilbert
- Pelargonium woodii N.E.Br.
- Pelargonium worcesterae R.Knuth
- Pelargonium wuppertalense E.M.Marais

## X
- Pelargonium xanthopetalum E.M.Marais

- Pelargonium xerophyton Schltr. Ex Knuth

## Z
- Pelargonium zonale (L.) L'Hér. ex Aiton